# ضريح سون يات سين
ضريح د سون يات سين في الغة الصينية 中山陵، يقع الضريح في مدينة نانجينغ تم تشيدة عام 1926 . 

## أعلام
- سون يات سين